# Gauliga Danzig-Westpreussen
La Gauliga Danzig-Westpreussen fue la liga de fútbol de la Reichsgau Danzig-Prussia Occidental durante el gobierno de la Alemania nazi de 1940 a 1945.

## Historia
La liga nació en 1940 luego de que los nazis tomaran posesión de la Ciudad Libre de Dánzig (ciudad libre dentro de la Sociedad de las Naciones), el Voivodato de Pomerania en Polonia y la región de Marienwerder, una especie de estado administrado por Alemania Nazi.
Luego de que el 26 de octubre de 1939 se formara la nueva región, la liga nace por mandato de la Oficina Nazi de Deportes un año después, ya que anteriormente los equipos jugaban en la Gauliga Ostpreußen-Danzig y los equipos del voivodato de Pomerania jugaban dentro del sistema de ligas de Polonia hasta que el territorio fuera tomado por los alemanes.
La primera temporada de la liga contó con la participación de seis equipos,los cuales se enfrentaban todos contra todos a visita recíproca, en donde el campeón clasificaba a la fase nacional de la Gauliga. Para la temporada siguiente se amplió la cantidad de participantes a diez con dos descensos de categoría, aunque la liga solo contó con equipos de Danzig y Marienwerder hasta que para 1942 ya participaban equipos de los territorios anexados de Torun y Bromberg.
En la temporada siguiente bajó la cantidad de equipos a nueve, pero un año después regresó la liga a diez equipos, manteniendo su sistema de competición hasta su última temporada en 1943/44.
En 1945 con el colapso de la Alemania Nazi y la Gauliga desapareció, Prusia Occidental y la ciudad Libre de Danzig pasaron a control de la Unión Soviética y posteriormente la región pasó a ser de Polonia nuevamente, la población de origen alemán fue expulsada de la región y todos los equipos alemanes fueron desaparecidos.

## Equipos fundadores
Estos fueron los seis equipos que disputaron la temporada inaugural de la liga en 1940/41:
| - Preußen Danzig - VfR Hansa Elbing | - SV 19 Neufahrwasser - SC Viktoria Elbing | - BuEV Danzig - Polizei SV Danzig |

## Lista de campeones
| Temporada | Campeón              | Finalista            |
| --------- | -------------------- | -------------------- |
| 1940–41   | Preußen Danzig       | VfR Hansa Elbing     |
| 1941–42   | HUS Marienwerder     | SV 19 Neufahrwasser  |
| 1942–43   | SV 19 Neufahrwasser  | Luftwaffen SV Danzig |
| 1943–44   | Luftwaffen SV Danzig | Post Gotenhafen      |

## Posiciones finales 1941-44
| Club                  | 1941 | 1942 | 1943 | 1944 |
| --------------------- | ---- | ---- | ---- | ---- |
| Preußen Danzig        | 1    | 7    | 3    | 8    |
| Hansa Elbing          | 2    | 10   |      |      |
| SV Neufahrwasser 1919 | 3    | 2    | 1    | 3    |
| Viktoria Elbing       | 4    | 4    | 7    | 5    |
| BuEV Danzig           | 5    | 3    | 6    | 4    |
| Polizei SV Danzig 1   | 6    | 8    |      |      |
| HUS Marienwerder 1    |      | 1    |      |      |
| Post SV Danzig        |      | 5    | 8    | 9    |
| Wacker Danzig         |      | 6    | 9    |      |
| SV 05 Elbing          |      | 9    |      |      |
| LSV Danzig            |      |      | 2    | 1    |
| SV Thorn              |      |      | 4    | 6    |
| SG Bromberg           |      |      | 5    | 7    |
| Post Gotenhafen       |      |      |      | 2    |
| Danziger SC           |      |      |      | 10   |

- 1 Ambos equipos iniciaron la temporada 1942-43 pero abandonaron la liga al terminar la primera vuelta.